# Farmacologia clínica
La farmacologia clínica s'ha definit com "aquella disciplina que ensenya, investiga, i dona directrius, informació i assessorament sobre les accions i els usos adequats dels medicaments en humans; implementant aquest coneixement en la pràctica clínica". La farmacologia clínica és inherentment una disciplina translacional sustentada per la ciència bàsica de la farmacologia, dedicada a l'estudi experimental i observacional dels efectes dels fàrmacs en humans, i compromesa amb la traducció pràctica de la investigació farmacologia en la medicina basada en l'evidència. Té un abast ampli, no tant el descobriment de noves molècules diana, com els efectes de l'ús de fàrmacs en poblacions senceres o en determinats grups de persones amb certs factors de risc o trastorns de la salut.
Els farmacòlegs clínics tenen una formació científica que els permet avaluar l'evidència de les noves dades obtingudes d'assaigs clínics ben dissenyats. Els farmacòlegs clínics han de tenir accés a prou pacients per a l'atenció clínica i la recerca. Les seves responsabilitats amb els pacients inclouen, entre d'altres, detectar i analitzar els efectes i reaccions adverses dels medicaments, la terapèutica i la toxicologia, inclosa la toxicologia reproductiva, el tractament perioperatori amb fàrmacs i la psicofarmacologia.
Els farmacòlegs clínics moderns també estan formats en habilitats d'anàlisi de dades. Els seus enfocaments per analitzar dades poden incloure tècniques de modelització i simulació (per exemple, anàlisi de població, modelització no lineal d'efectes mixts).